# Zyras
Zyras là một chi bọ cánh cứng trong họ Staphylinidae.

## Hình ảnh

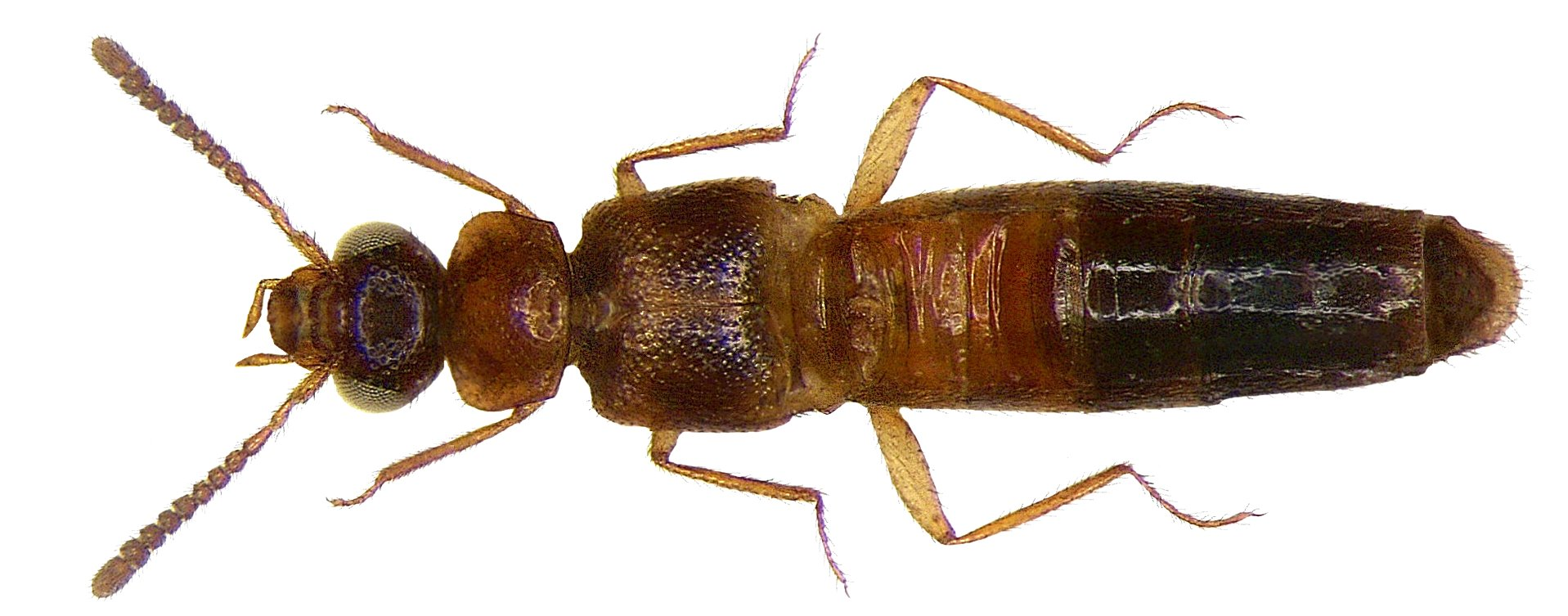
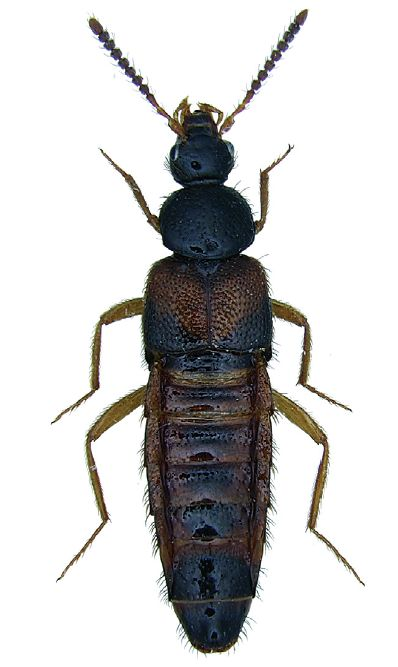
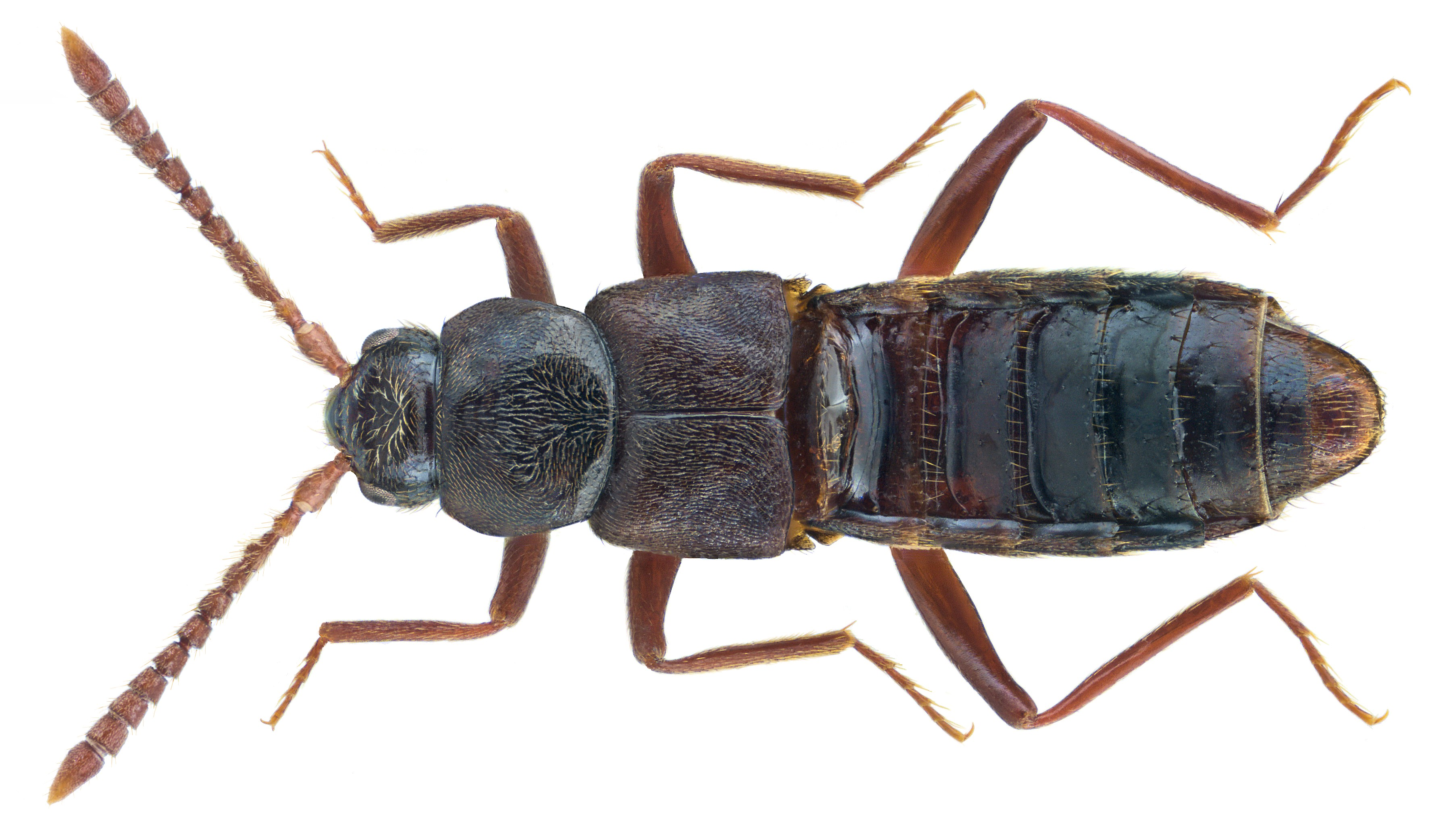

## Các loài
- Zyras cognatus
- Zyras collaris
- Zyras funestus
- Zyras haworthi
- Zyras humeralis
- Zyras laticollis
- Zyras limbatus
- Zyras lugens